# Frans Persson (ingenjör)
Frans Ludvig Persson, född 7 mars 1901 i Teckomatorps församling, Malmöhus län, död 25 februari 1977 i Göteborg, var en svensk väg- och vattenbyggnadsingenjör.
Persson avlade studentexamen i Malmö 1921 och utexaminerades från Chalmers tekniska institut 1926. Han blev ingenjör vid AB Vägförbättringar 1926, Uppsala stad 1927, AB Vattenbyggnadsbyrån 1928, AB Kreuger & Toll 1930, Stockholms stads fastighetskontor 1932, småstugechef där 1937, intendent hos fastighetsdirektören i Stockholm 1939, fastighetsdirektör och chef för Göteborgs stads fastighetskontor 1940 och var verkställande direktör för Östra Nordstaden AB & Co KB från 1960. 
Persson var sakkunnig i statens zonexpropriationsutredning 1951–1952 och i statens markvärdeutredning 1954–1957. Han var ledamot av statens nämnds för byggnadsforskning planeringsutskott 1955–1960, ordförande i Svenska kommunaltekniska föreningen 1945–1955, Svenska stadsförbundets tomträttskommitté 1947–1949, Tekniska samfundets i Göteborg avdelning för väg- och vattenbyggnad 1946–1948, föreningen Härskogen upa från 1946 och Tekniska samfundet i Göteborg 1962–1964. Han var styrelseledamot i AB Göteborgs Tomträttskassa 1947–1951, i Hotell AB Engelbrekt 1947–1961, i Göteborgs stads Bostads AB 1947–1951 och i AB Långedrag 1949–1963.
I Göteborg har han fått Frans Perssons väg uppkallad efter sig.